# Молдавија на Светском првенству у атлетици на отвореном 2023.
Молдавија је учествовала на 19. Светском првенству у атлетици на отвореном 2023. одржаном у Будимпешти од 19. до 27. августа учествовала шеснаести пут, односно, учествовала је под данашњим именом на свим првенствима од 1993. до данас. Репрезентацију Молдавије је представљало 4 учесника (3 мушкарца и 1 жена) који су се такмичили у 4 дисциплине (3 мушке и 1 женска).,
На овом првенству такмичари Молдавије нису освојили ниједну медаљу нити су остварили неки резултат. 

## Учесници
| Мушкарци: - Максим Рајлеану — Маратон - Сергеј Маргијев — Бацање кладива - Андријан Мардаре — Бацање копља | Жене: - Димитриана Безеде — Бацање кугле |

## Резултати

### Мушкарци
| Атлетичар        | Дисциплина     | Лични рекорд | Квалификације | Квалификације | Финале               | Финале       | Детаљи |
| Атлетичар        | Дисциплина     | Лични рекорд | Резултат      | Место         | Резултат             | Место        | Детаљи |
| ---------------- | -------------- | ------------ | ------------- | ------------- | -------------------- | ------------ | ------ |
| Максим Рајлеану  | Маратон        | 2:11:12      |               |               | 2:22:46              | 53 / 60 (85) |        |
| Сергеј Маргијев  | Бацање кладиво | 78,72 НР     | 72,91         | 10. у гр. Б   | Није се квалификовао | 18 / 33 (35) |        |
| Андријан Мардаре | Бацање копља   | 86,66 НР     | 79,78 кв      | 8. у гр. Б    | 79,66                | 11 / 27 (28) |        |

### Жене
| Атлетичарка       | Дисциплина   | Лични рекорд | Квалификације | Квалификације | Финале                | Финале  | Детаљи |
| Атлетичарка       | Дисциплина   | Лични рекорд | Резултат      | Место         | Резултат              | Место   | Детаљи |
| ----------------- | ------------ | ------------ | ------------- | ------------- | --------------------- | ------- | ------ |
| Димитриана Безеде | Бацање кугле | 18,83        | 17,69         | 11. у гр. А   | Није се квалификовала | 22 / 29 |        |